# Délicieusement dangereuse
Pour plus de détails, voir Fiche technique et Distribution.
Délicieusement dangereuse (titre original : Delightfully Dangerous) est un film américain réalisé par Arthur Lubin, sorti en 1945.

## Fiche technique
- Titre original : Delightfully Dangerous
- Titre français : Délicieusement dangereuse
- Réalisation : Arthur Lubin
- Scénario : Walter DeLeon, Arthur Phillips, Irving Phillips, Frank Tashlin et Edward Verdier
- Photographie : Milton R. Krasner
- Musique : Morton Gould
- Société de production : United Artists
- Pays d'origine :  États-Unis
- Format : Couleurs - 1,66:1 - Mono
- Genre : Comédie romantique et film musical
- Durée : 92 minutes
- Date de sortie :
  - États-Unis : 31 mars 1945

## Distribution
- Jane Powell : Sherry Williams
- Ralph Bellamy : Arthur Hale
- Constance Moore : Josephine 'Jo' Williams / Bubbles Barton
- Morton Gould : lui même
- Arthur Treacher : Jeffers
- Louise Beavers : Hannah
- Ruth Tobey : Molly Bradley